# Bosc Nacional Apalachicola
El Bosc Nacional Apalachicola (Apalachicola National Forest) és el major bosc nacional de la Florida (Estats Units). L'Apalachicola inclou més de 1.100 hectàrees d'aigua i 108 quilòmetres del Sender de la Florida (Florida Trail). Hi ha cavernes i dolines a l'Àrea Geològica de les Dolines de Leon (Leon Sinks Geological Area), mentre que el Fort Gadsden és al llarg del riu Apalachicola.